# Юваль Неєман
Юваль Неєман (івр. יובל נאמן, нар. 14 травня 1925, Тель-Авів — пом. 26 квітня 2006, Тель-Авів) — ізраїльський державний діяч і вчений.

## Біографія
Неєман навчався в гімназії «Герцлія», яку закінчив з відзнакою у віці 15 років. У 1942 році вступив в підпільні загони організації «Хагана». Брав участь в Війні за незалежність 1948 року.
1958 року Неємана направляють на посаду військового аташе в посольство Ізраїлю в Лондоні. Там він вступає в аспірантуру Імперського коледжу природних наук і техніки при Лондонському університеті.
1961 року Юваль повернувся до Ізраїлю, і його призначили директором лабораторії Ізраїльської комісії з атомної енергії. Пізніше він стояв на чолі Ізраїльського космічного агентства, його вважають одним із засновників космічної програми держави Ізраїль.
1969 року він був удостоєний Державної премії Ізраїлю. У 1971 року був обраний президентом Тель-Авівського університету. Поєднував посаду з роботою міністра науки і технології Ізраїлю.